# フョードル・トルブーヒン

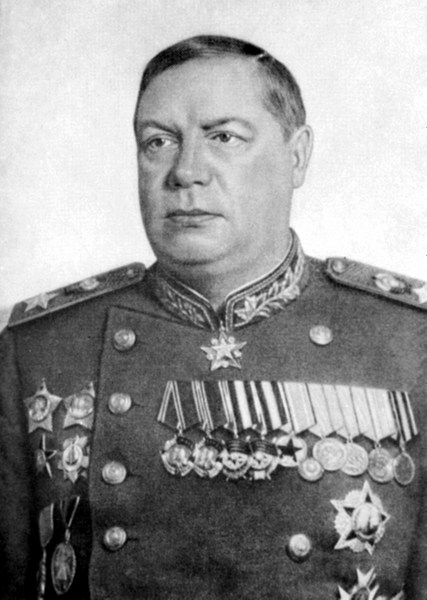

フョードル・イヴァーノヴィチ・トルブーヒン（ロシア語: Фёдор Ива́нович Толбу́хин、1894年6月4日 - 1949年10月17日）は、ソ連の軍人。ソ連邦元帥。ソ連邦英雄（死後）。

## 経歴
ヤロスラフ県アンドロニキ村の大家族の農家に生まれる。1912年、ペテルブルク商業学校を卒業し、サンクトペテルブルクで簿記として働く。第一次世界大戦時、1914年にロシア帝国軍に志願。1915年に准尉学校の促成課程を修了し、南西戦線で中隊、大隊を指揮した。戦時中の武勲に対して、聖アンナ勲章と聖スタニスラフ勲章を受章し、陸軍大尉まで昇進した。二月革命後、連隊委員会議長に選出された。
1918年8月、赤軍に入隊し、1919年、参謀勤務学校を卒業した。ロシア内戦時、北部及び南部戦線で参謀職を務めた。1921年、クロンシュタットの反乱の鎮圧に参加し、その後、カレリアのフィンランド軍部隊に対する軍事行動に参加した。1927年と1930年に高等指揮要員完全化課程を修了、師団及び軍団の参謀長を歴任した。1934年、M.V.フルンゼ名称軍事アカデミー卒業後、狙撃師団長に就任。1938年、全連邦共産党（ボリシェヴィキ）に入党し、7月からザカフカーズ軍管区参謀長。1940年6月、少将の階級を授与。

### 第二次世界大戦
独ソ戦初期、ザカフカーズ戦線、カフカーズ戦線及びクリミア戦線の参謀長を務めた。1942年5月、スターリングラード軍管区副司令官。1942年7月から第57軍司令官、1943年2月、第68軍司令官。1943年3月、南部戦線、同年10月、第4ウクライナ戦線、1944年5月～1945年6月、第3ウクライナ戦線を指揮。スターリングラード、ドン、ドンバスの戦い、ユーゴスラビア、ルーマニア、ハンガリーの解放に参加した。1944年9月、在ブルガリア連合国監督委員会議長、同月、ソ連邦元帥に昇進する。
1945年6月24日の戦勝観閲式において、第3ウクライナ戦線の混成連隊を指揮した。

### 戦後
1945年7月～1947年1月、南部軍集団総司令官。1946年からソ連最高会議代議員。1947年1月、ザカフカーズ軍管区司令官。
1949年10月17日に糖尿病で死去し、遺骸はクレムリンの壁に葬られた。
モスクワのサモチョーチナヤ広場には、トルブーヒンの記念碑が建てられた。

## 表彰・受勲
ソ連邦英雄（1965年）、ブルガリア英雄（1979年）。勝利勲章、レーニン勲章2個、赤旗勲章2個、1等スヴォーロフ勲章2個、1等クトゥーゾフ勲章、赤星勲章を受章。